# 사히 알-부하리
사히 알-부하리(아랍어: صحيح البخاري, 로마자: Ṣaḥīḥ al-Bukhārī)는 수니파 이슬람의 여섯 권 중 첫 번째 하디스 모음이다. 이슬람 학자 알-부하리(870년 사망)가 무산나프(musannaf) 형식으로 편찬한 이 작품은 사히 무슬림(Sahih Muslim)과 함께 수니파 무슬림에게 꾸란 다음으로 가장 정통한 작품으로 평가받고 있다.
알-부하리는 주로 메카의 성지 모스크와 메디나의 예언자 모스크의 히자즈에서 이 책을 정리했고 846년(232 AH)경 부하라에서 이 작업을 완료했다. 이 작업은 그의 스승인 아흐마드 이븐 한발, 알리 이븐 알-마디니(Ali ibn al-Madini), 야히아 이븐 마인(Yahya ibn Ma'in) 등이 검토했다.

## 같이 보기
- 아이샤
- 아랍어 로마자 표기법